# 国防省 (フィリピン)

国防省(英語: Department of National Defense、フィリピン語:Kagawaran ng Tanggulang Pambansa、DND)は、平和に対する国内外の脅威からの防衛と国内の安全を管轄するフィリピンの行政機関である。国防省はフィリピン軍、民間防衛局（Office of Civil Defense）、フィリピン退役軍人局（Philippine Veterans Affairs Office）、フィリピン防衛大学（National Defense College of the Philippines）、政府軍需工場（Government Arsenal）の監督を行う。また、国内の災害への備えと管理も行う。
国防省の長は内閣の一員である国防長官である。

## 歴史
国防省は、マニュエル・ケソンの大統領令第230号、1935年12月21日に制定された共和国法第1号（1935年国防省法）及び共和国法第340号に基づき、1939年11月1日に正式に発足した。

## 組織
- フィリピン軍
- 民間防衛局
- 政府アーセナル（GA)
- フィリピン国防専門学校
- フィリピン退役軍人局（PVAO）